# Lloyd Shapley
Lloyd Stowell Shapley (Cambridge, Massachusetts, 2 de juny de 1923- Tucson, Arizona 12 de març de 2016) va ser un matemàtic i economista estatunidenc, professor emèrit de la Universitat de Califòrnia a Los Angeles, pertanyent alhora als departaments de Matemàtiques i Economia. Les seves contribucions han estat capdals als àmbits de l'economia matemàtica i sobretot a la teoria de jocs. Després dels treballs de von Neumann i Morgenstern el 1940, es considera generalment que Lloyd Shapley és la personificació de la teoria de jocs. Conjuntament amb Alvin E. Roth, Lloyd Shapley va rebre el Premi Nobel d'Economia de 2012